# Arte rupestre san

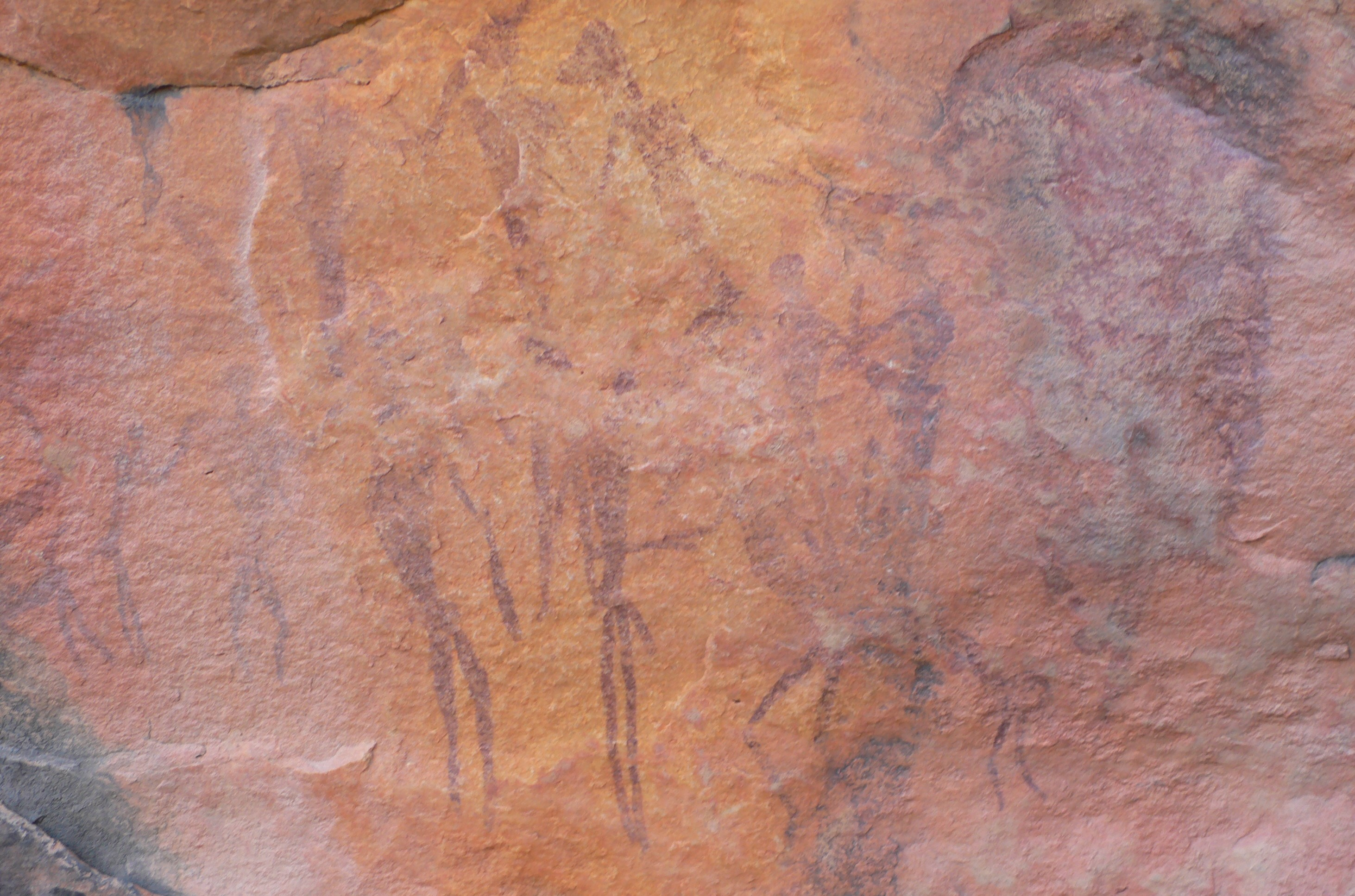
Pinturas rupestres San en Western Cape. Botsuana.

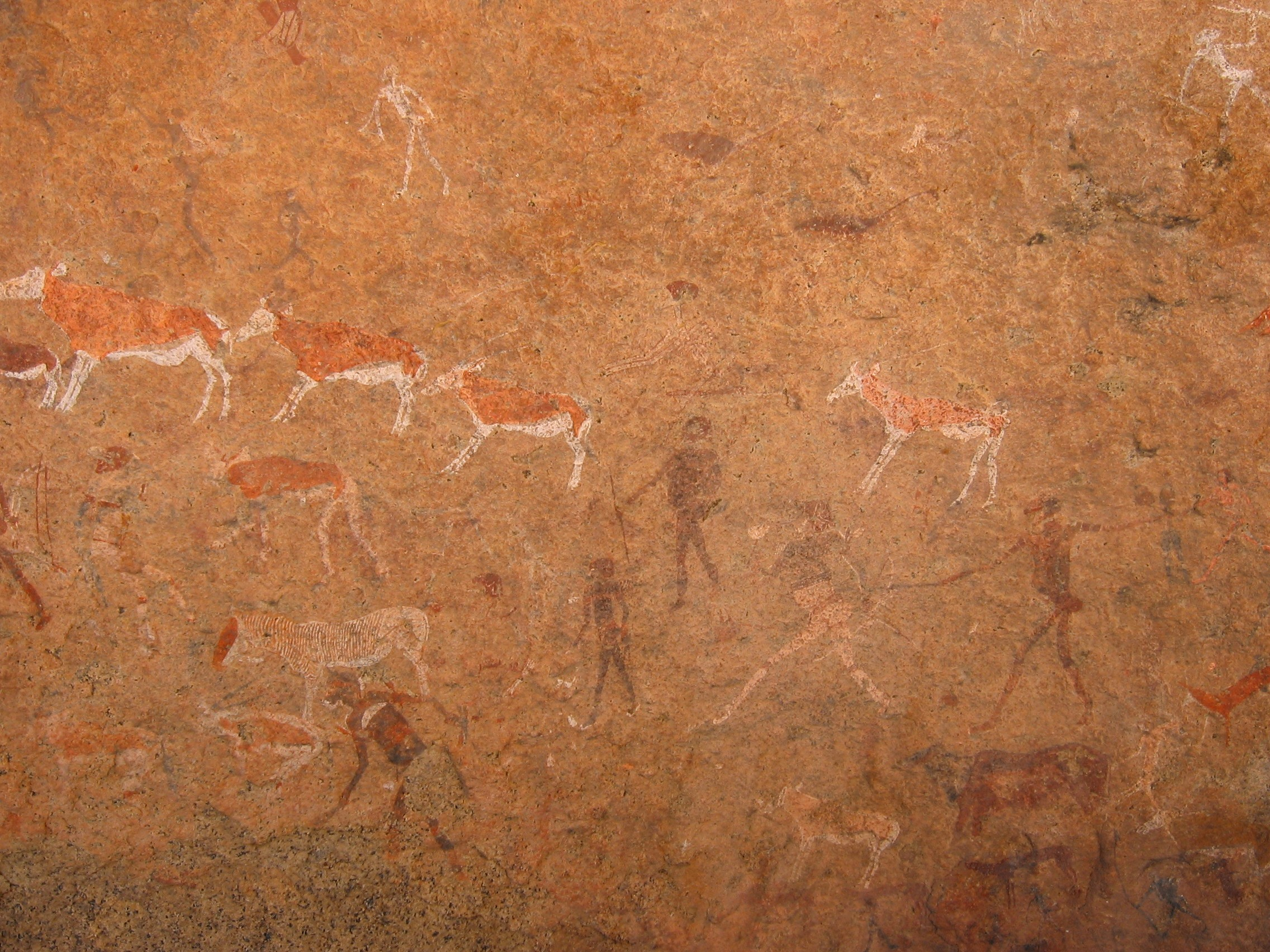
La Dama de Blanco, gruta del macizo de Brandberg, Namibia. La figura humana que da nombre a la pintura se puede ver en la parte inferior derecha, cerca del centro.

El arte rupestre san procede del pueblo san, o bosquimanos, son pueblos indígenas en África austral particularmente en lo que ahora es África del Sur y Botsuana. Sus antiguas pinturas rupestres y esculturas (colectivamente llamadas arte rupestre) se encuentran en cuevas y en abrigo rocosos. La obra de arte representa a seres, cazadores e híbridos mitad humanos mitad animales. Se cree que los híbridos medio humanos son curanderos involucrados en una «danza de sanación».
Gall escribe: «El panel de Laurens van der Post en Tsodilo es una de las pinturas rupestres más famosas». En lo alto de esta pared rocosa de Botsuana está la imagen de un «magnífico toro de eland rojo» pintado, según Van der Post, «únicamente como un bosquimano que se identificaba profundamente con el taurotragus podría haberlo pintado». También en esta pared rocosa hay una jirafa hembra inmóvil, como si estuviera alarmada por un depredador. También hay otras imágenes de animales, junto con las huellas de manos rojas de sangre de la carne que son la firma del artista desconocido. Drakensberg y Lesoto es particularmente conocido por su arte rupestre san. Tsodilo fue reconocido como Patrimonio de la Humanidad por la UNESCO en 2001; no todo el arte que cubre es obra del pueblo san o de sus antepasados.

## Aprender del arte rupestre
Según Thomas Dowson, «mucho del arte rupestre está en símbolos y metáforas». Por ejemplo, los toros de eland, significaban matrimonio y curación o la danza del trance. El arte rupestre nos da una idea de la historia de los san y de cómo vivieron sus vidas.
Los san, también usaron el arte rupestre para grabar cosas que sucedieron en sus vidas. Se han encontrado varios ejemplos de arte rupestre que se asemejan a carros y colonos. Dowson señala que «la gente que trajo los carros y demás se convirtieron, se dieran cuenta o no, en parte de la producción social del arte rupestre sudafricano. Agregaron una nueva dimensión». Dorothea Bleek, escritora del artículo Beliefs and Customs of the /Xam Bushmen («Creencias y costumbres de los bosquimanos /Xam»), publicado en 1933, dice que los san también grabaron «rain dance animals» («animales de la danza de la lluvia»). Cuando hacían bailes de lluvia entraban en trance para «capturar» a uno de estos animales. En su trance lo mataban, y su sangre y su leche se convertían en lluvia. Como se representa en el arte rupestre, los animales de la danza de la lluvia que «veían» solían parecerse a un hipopótamo o a un antílope, y a veces estaban rodeados de peces, según Dowson.
También podemos aprender más sobre cómo vivieron los san a través de su arte rupestre. En una representación, todas las personas están bailando y las mujeres aplaudiendo. Así que, según Dowson, se cree que es una de sus danzas de curación o trance. Todos los personajes son iguales; uno no es más elaborado ni más detallado que otro. Esto muestra que aunque los curanderos tenían poderes especiales, no eran considerados superiores o mejores. La sanación no era para convertirse en una persona más prominente y poderosa, sino para el bien de toda la comunidad.
H. C. Woodhouse, autor del libro Archaeology in Southern Africa («Arqueología en el sur de África»), dice que fuentes históricas también han dicho que los san a menudo se disfrazaban de animales para poder acercarse lo suficiente a los rebaños de pastoreo para cazarlos. La cabeza del macho era una parte importante de este disfraz, y también se utilizaba para bailar e imitar las acciones de los animales. El gran número de figuras con cabeza de ciervo en las pinturas es prueba de que los san lo hicieron.
Más tarde, el arte rupestre san, comenzó a ilustrar el contacto con los colonos europeos. Un ejemplo famoso es el de un velero, conocido como el Galeón de Porterville (encontrado 150 kilómetros tierra adentro en las Montañas Skurweberg, cerca de la ciudad de Porterville). Se cree que la imagen representa un barco holandés y se que creó a mediados del siglo XVII. Ejemplos posteriores de temas coloniales incluyen mujeres con vestidos al estilo europeo, hombres con armas, y carros y carretas hechos durante el siglo XIX.

## Producción de arte rupestre

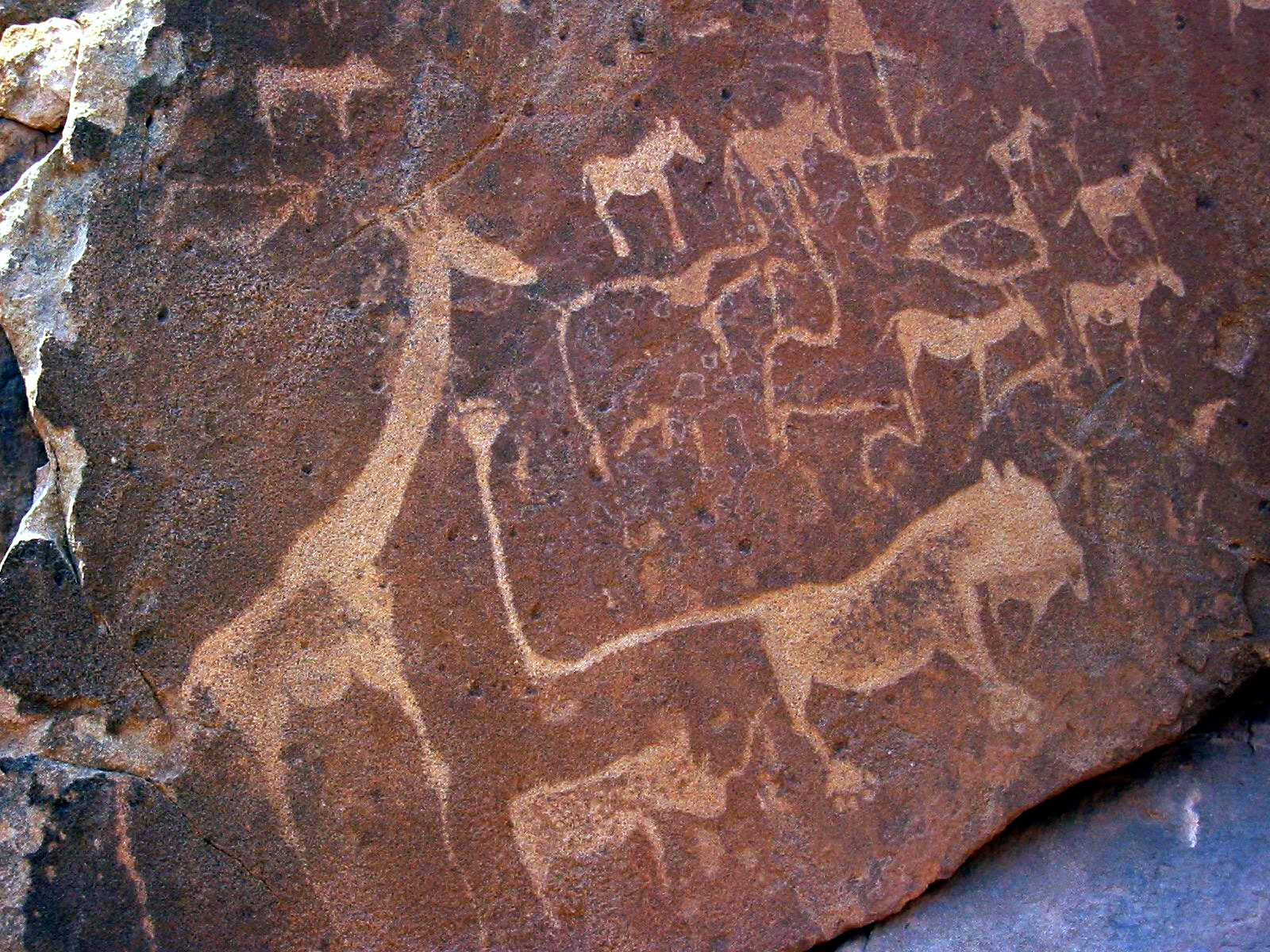
Arte rupestre san, Twyfelfontein, en la región de Kunene, en Namibia, con representación de diversos animales.

Woodhouse también explica que los san usaron piedras de diferentes colores para hacer los dibujos. Él dice: «usualmente usaban roca roja, que molían hasta que era polvo, y luego la mezclaban con grasa». Luego lo frotaban sobre la roca para formar las imágenes. Esta pintura que usaron resiste la lluvia y el clima por períodos de tiempo muy largos. Los san, entonces, según Phillip V. Tobias, profesor honorario de paleoantropología en el Instituto Bernard Price para la Investigación Paleontológica, utilizaron esta pintura en cuatro estilos diferentes. Estas cuatro técnicas de estilo son «monocromía, contornos de animales en gruesas líneas rojas, figuras delineadas y figuras estilizadas blancas». AR Willcox, escritor del artículo Arte rupestre australiano y sudafricano comparado, publicado en 1959, dice que la herramienta que usaron para hacer estas pinturas fue «un cepillo hecho con pelo de animal o una sola pluma pequeña». Esta puede ser una de las razones por la gran finura y delicadeza de su pintura. I. y J. Rudner, escritores de la revista ¿Quiénes fueron los artistas? Notas arqueológicas del sudoeste de África, publicado en 1959, dice que la forma que usaban los san, a menudo se conoce como una escuela dinámica. «Tiene mucha acción y color, y alcanzó su punto culminante en las imágenes sombreadas del toro». Por lo general, se asocia con los san.
Según Woodhouse, se dan pistas sobre quién trabajó en el arte rupestre por los temas elegidos. Hay muchas representaciones de toros, corzos, antílopes y leones, y también de los san y combates. Sin embargo, hay pocas representaciones de plantas. Wilcox señala que «las plantas generalmente caen en el dominio de las mujeres, por lo que se presume que los autores de estas pinturas eran hombres».

## Digitalización y conservación
El Archivo Digital de Arte Rupestre de Sudáfrica (SARADA) contiene más de 250,000 imágenes, dibujos y documentos históricos del arte rupestre africano antiguo. Además de hacer que las imágenes del arte sean accesibles a una franja mucho más amplia del público, el proyecto ayuda a proteger el arte del daño físico que proviene de las visitas regulares en persona.